# Division Nationale (1965/1966)
Sezon 1965/66 Division 1.

## Tabela końcowa
|    | Klub                   | Pkt | M  | Z  | R  | P  | G+ | G-  | +/- |  | Komentarz                                            |
| -- | ---------------------- | --- | -- | -- | -- | -- | -- | --- | --- |  | ---------------------------------------------------- |
| 1  | FC Nantes              | 60  | 38 | 26 | 8  | 4  | 84 | 36  | +48 |  | Mistrz Francji Puchar Mistrzów                       |
| 2  | Girondins Bordeaux     | 53  | 38 | 22 | 9  | 7  | 84 | 36  | +48 |  | Puchar Miast Targowych                               |
| 3  | US Valenciennes-Anzin  | 52  | 38 | 19 | 14 | 5  | 58 | 44  | +14 |  |                                                      |
| 4  | Toulouse FC            | 46  | 38 | 19 | 8  | 11 | 61 | 46  | +15 |  | Puchar Miast Targowych                               |
| 5  | AS Saint-Étienne       | 45  | 38 | 19 | 7  | 12 | 85 | 62  | +23 |  |                                                      |
| 6  | Stade Rennais          | 42  | 38 | 18 | 6  | 14 | 80 | 70  | +10 |  |                                                      |
| 7  | FC Sochaux-Montbéliard | 39  | 38 | 15 | 9  | 14 | 61 | 56  | +5  |  |                                                      |
| 8  | RC Strasbourg          | 38  | 38 | 13 | 12 | 13 | 59 | 47  | +12 |  | Puchar Zdobywców Pucharów (zdobywca Coupe de France) |
| 9  | UA Sedan-Torcy         | 38  | 38 | 13 | 12 | 13 | 68 | 58  | +10 |  |                                                      |
| 10 | OGC Nice               | 36  | 38 | 16 | 4  | 18 | 66 | 59  | +7  |  | Puchar Miast Targowych                               |
| 11 | Angers SCO             | 36  | 38 | 13 | 10 | 15 | 68 | 66  | +2  |  |                                                      |
| 12 | RC Lens                | 36  | 38 | 13 | 10 | 15 | 55 | 57  | -2  |  |                                                      |
| 13 | AS Monaco              | 35  | 38 | 13 | 9  | 16 | 48 | 54  | -6  |  |                                                      |
| 14 | FC Rouen               | 34  | 38 | 10 | 14 | 14 | 41 | 62  | -21 |  |                                                      |
| 15 | Stade de Paris         | 33  | 38 | 10 | 13 | 15 | 45 | 57  | -12 |  |                                                      |
| 16 | Olympique Lyon         | 33  | 38 | 12 | 9  | 17 | 43 | 56  | -13 |  |                                                      |
| 17 | Nîmes Olympique        | 33  | 38 | 12 | 9  | 17 | 52 | 67  | -15 |  |                                                      |
| 18 | Lille OSC              | 30  | 38 | 12 | 6  | 20 | 51 | 71  | -20 |  |                                                      |
| 19 | AS Cannes              | 21  | 38 | 6  | 9  | 23 | 37 | 86  | -49 |  | Spadek do Division 2                                 |
| 20 | Red Star Olympique     | 20  | 38 | 5  | 10 | 23 | 44 | 100 | -56 |  | Spadek do Division 2                                 |

## Awans do Division 1
- Stade de Reims
- Olympique Marsylia

UA Sedan-Torcy połączyło się z RC Paris i od następnego sezony występowało pod nazwą RC Paris-Sedan

## Najlepsi strzelcy
| Miejsce | Piłkarz               | Narodowość          | Klub                   | Gole |
| ------- | --------------------- | ------------------- | ---------------------- | ---- |
| 1       | Philippe Gondet       | Francja             | FC Nantes              | 36   |
| 2       | Robert Herbin         | Francja             | AS Saint-Étienne       | 26   |
| 3       | André Guy             | Francja             | Lille OSC              | 22   |
|         | Michel Lafranceschina | Francja             | FC Sochaux-Montbéliard | 22   |
| 5       | Hector De Bourgoing   | Francja · Argentyna | Girondins Bordeaux     | 21   |
|         | Rachid Mekloufi       | Algieria            | AS Saint-Étienne       | 21   |
| 7       | Daniel Rodighiéro     | Francja             | Stade Rennais          | 20   |
| 8       | Laurent Robuschi      | Francja             | Girondins Bordeaux     | 18   |
| 9       | Lucien Cossou         | Francja             | AS Monaco              | 17   |
| 9       | Georges Lech          | Francja             | RC Lens                | 17   |
| 11      | Mohamed Lekkak        | Algieria            | FC Rouen               | 16   |
| 12      | Jean Deloffre         | Francja             | Angers SCO             | 15   |
|         | Fleury Di Nallo       | Francja             | Olympique Lyon         | 15   |
|         | Serge Masnaghetti     | Francja             | US Valenciennes-Anzin  | 15   |